# Municipio de Hamlet
El municipio de Hamlet (en inglés: Hamlet Township) es un municipio ubicado en el condado de Renville en el estado estadounidense de Dakota del Norte. En el año 2010 tenía una población de 50 habitantes y una densidad poblacional de 0,54 personas por km².

## Geografía
El municipio de Hamlet se encuentra ubicado en las coordenadas 48°45′23″N 101°40′57″O / 48.75639, -101.68250. Según la Oficina del Censo de los Estados Unidos, el municipio tiene una superficie total de 93.07 km², de la cual 92,46 km² corresponden a tierra firme y (0,66 %) 0,61 km² es agua.

## Demografía
Según el censo de 2010, había 50 personas residiendo en el municipio de Hamlet. La densidad de población era de 0,54 hab./km². De los 50 habitantes, el municipio de Hamlet estaba compuesto por el 100 % blancos. Del total de la población el 0 % eran hispanos o latinos de cualquier raza.